# AIX Arkitekter

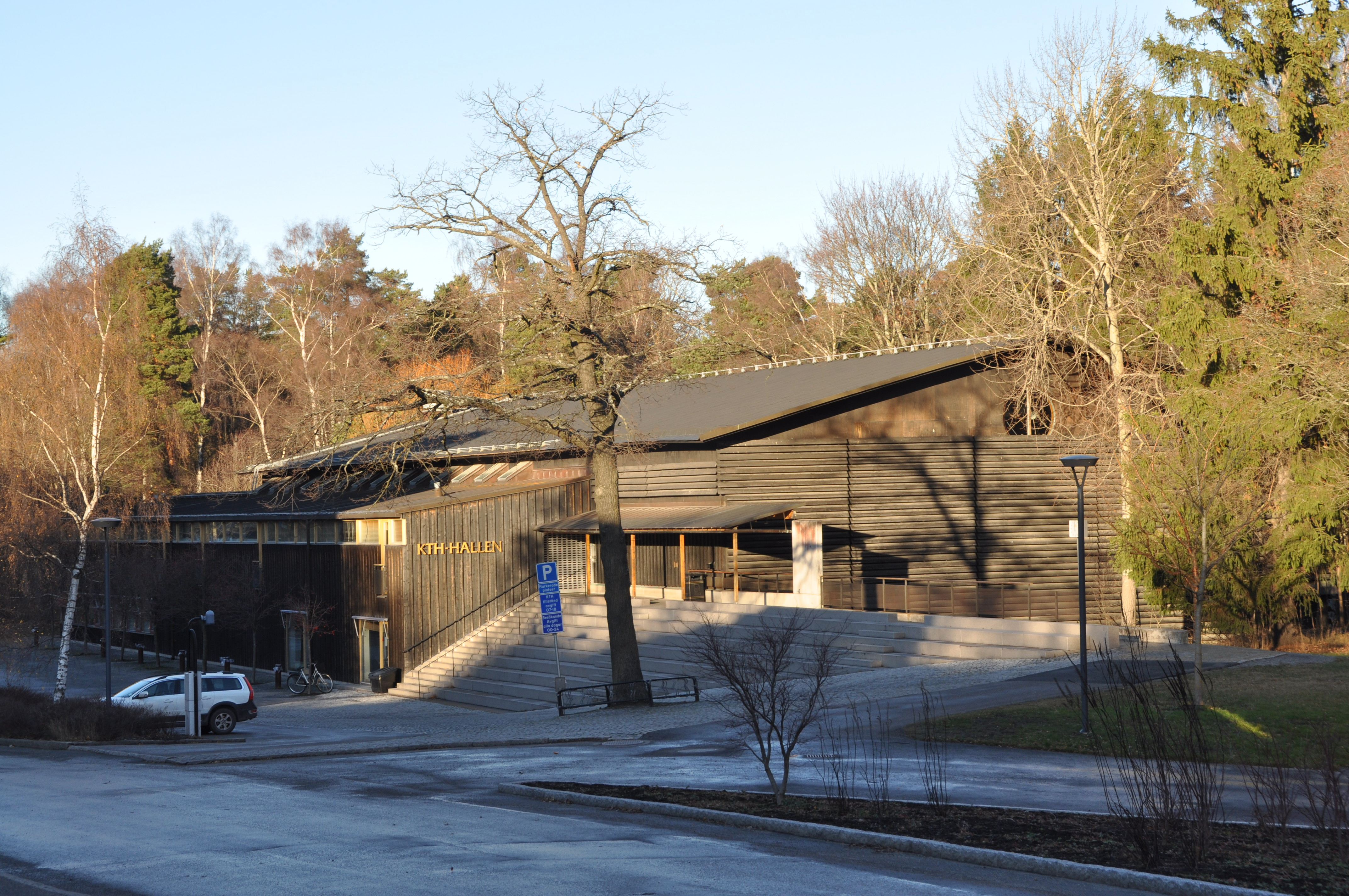
KTH-hallen

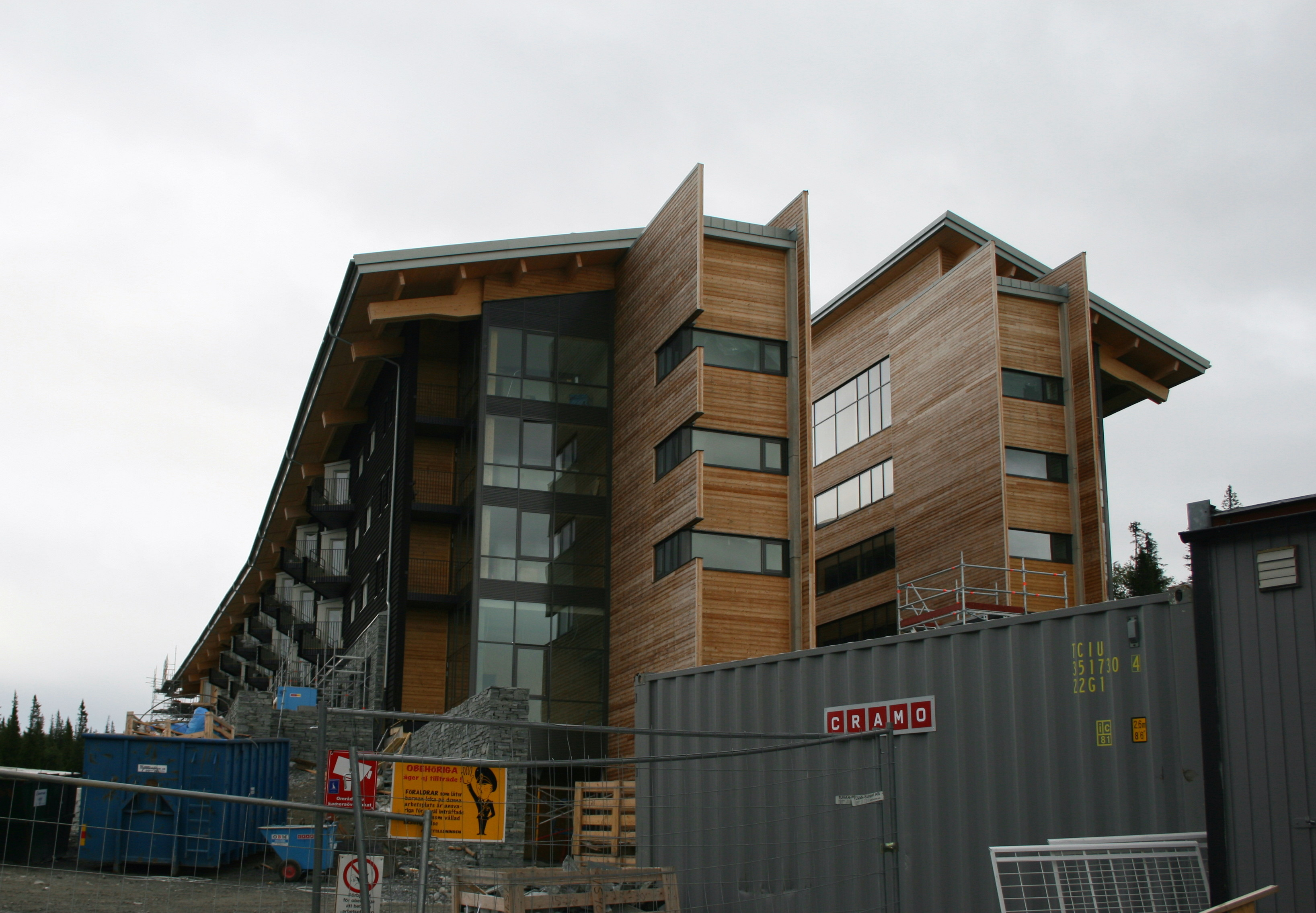
Copperhill Mountain Lodge under byggnation

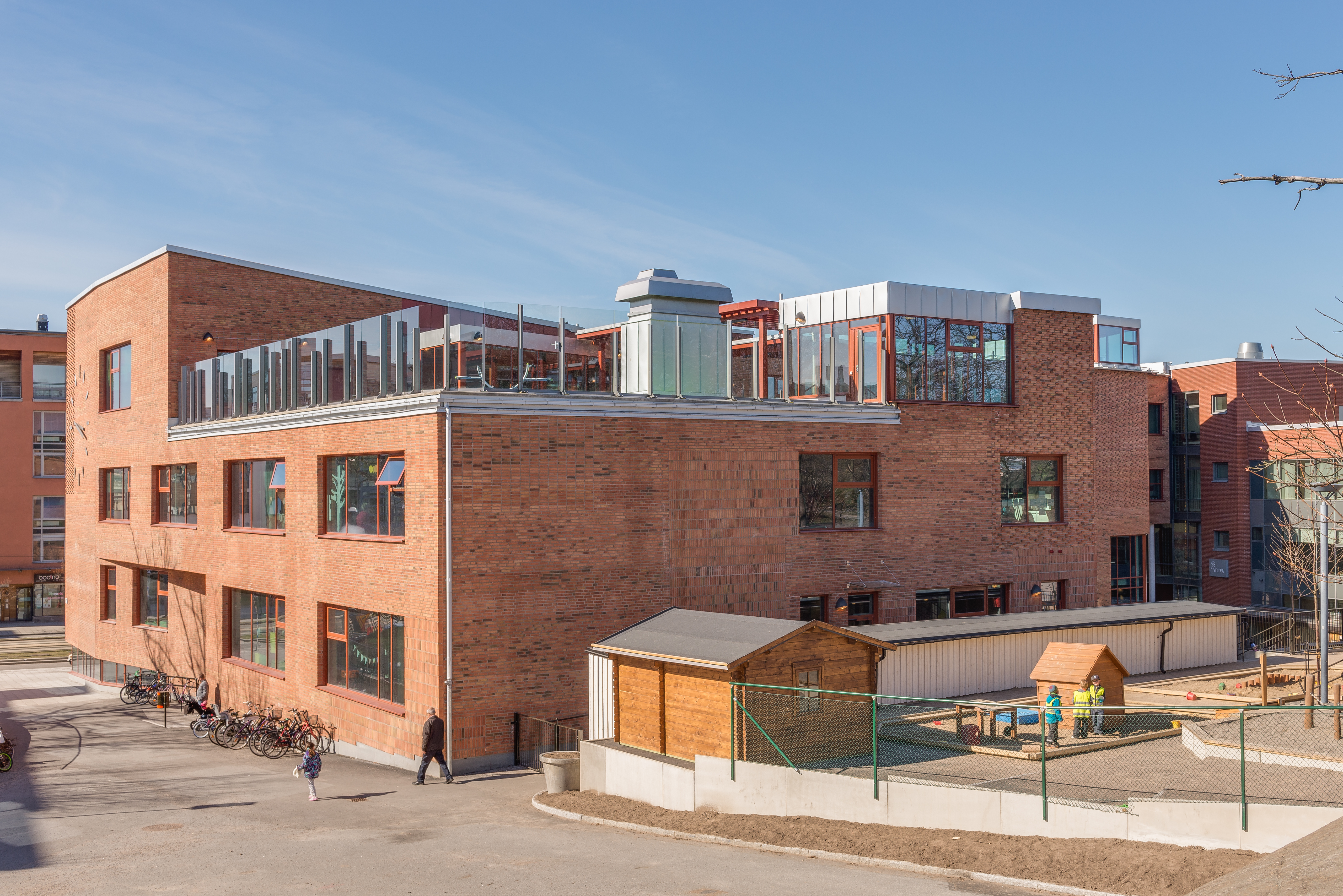
Lugnets skola

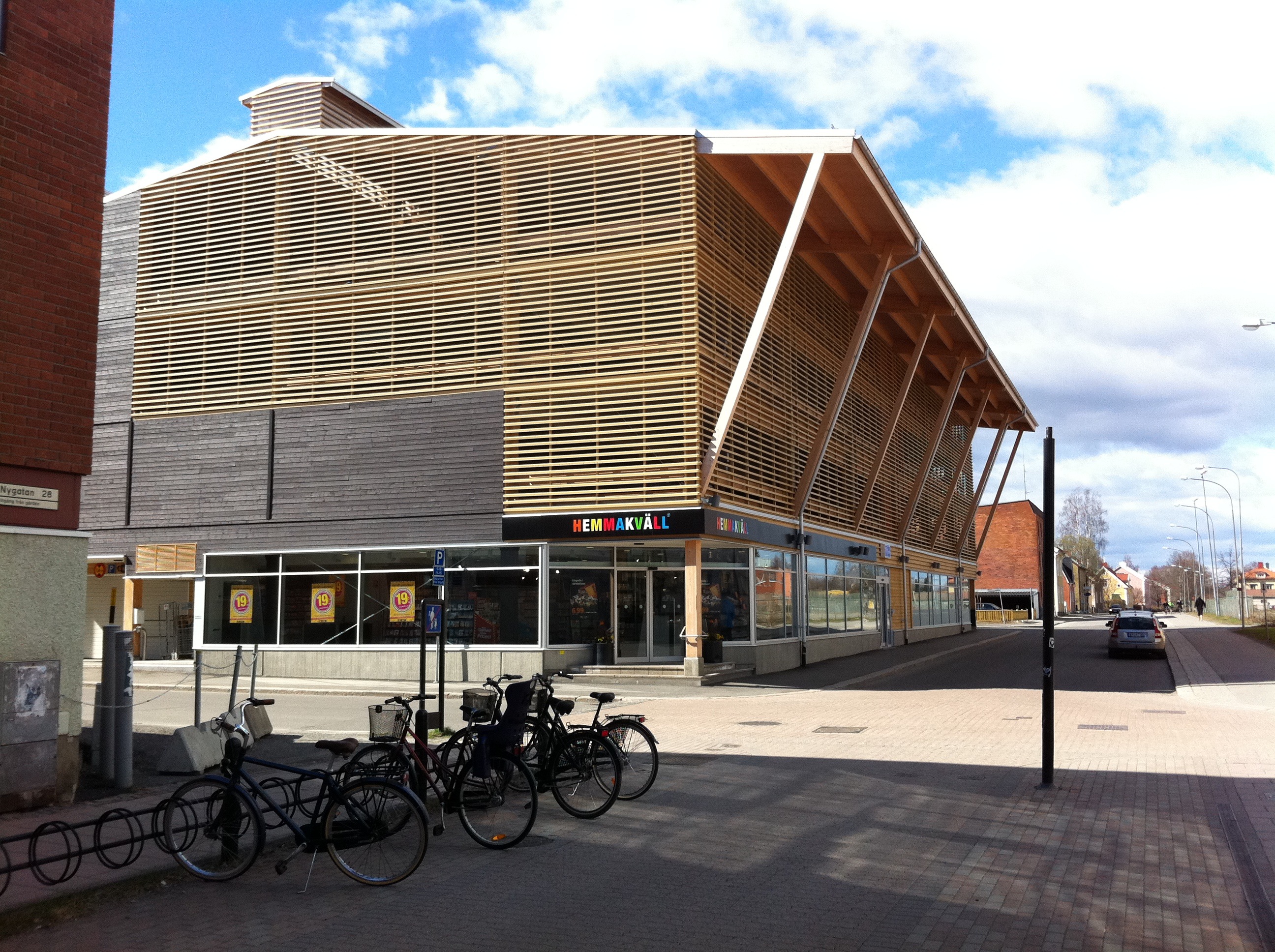
Kv. Ekorren, Skellefteå

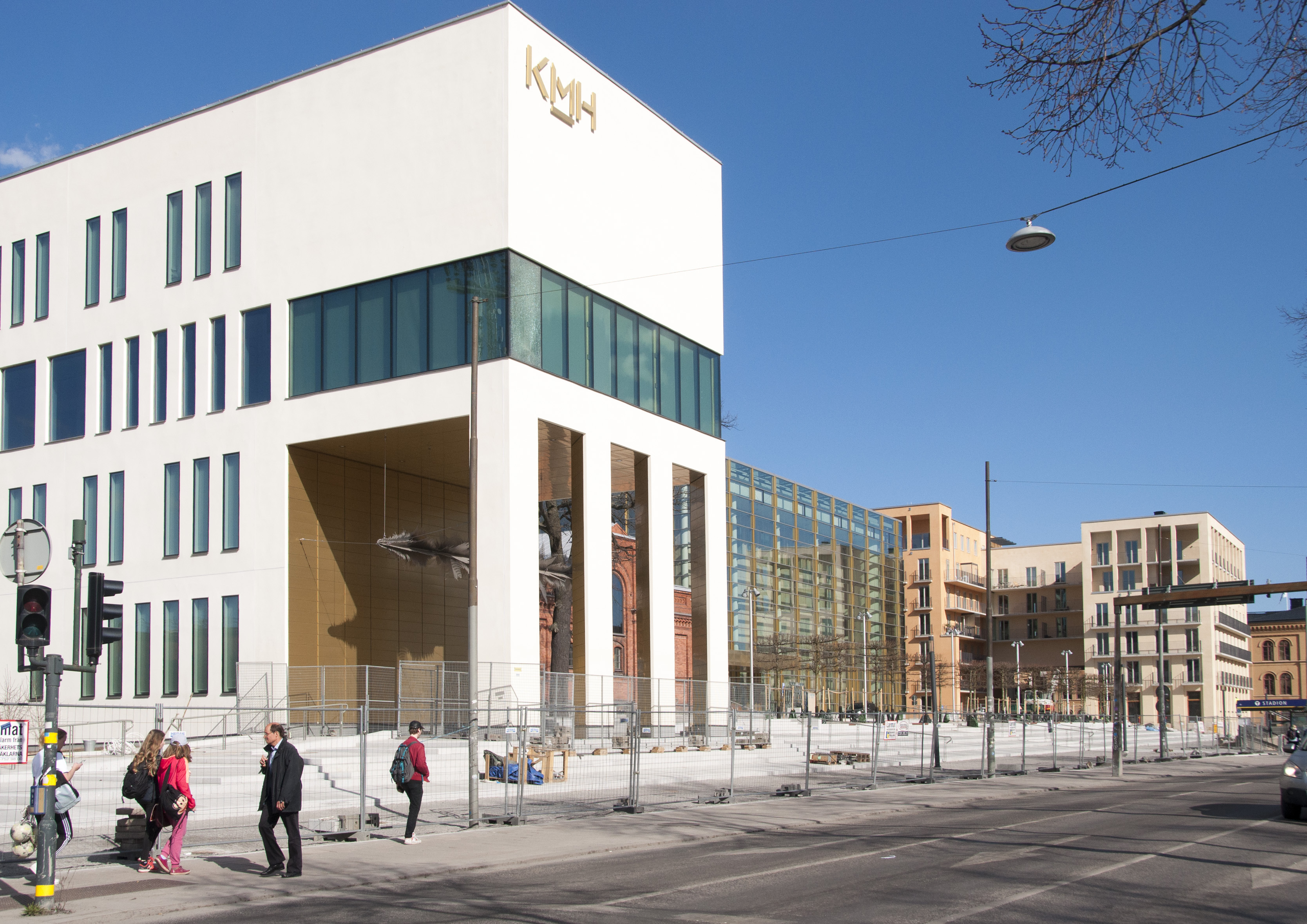
Kungliga Musikhögskolan i Stockholm

AIX Arkitekter är Sveriges 10:e största arkitektkontor och verkar inom nybyggnad, stadsbyggnad och ombyggnad och restaurering.

## Verksamhet
AIX Arkitekter grundades 2001 genom en sammanslagning av arkitektkontoren Arksam, Myrenbergs, Arteno, Nyström Plankontor, Silfverhielm och Johansson & Uppling. 
Företaget har en särställning inom kulturmiljö och restaurering, och är ledande i Norden när det gäller byggnadsvård och antikvarisk kompetens. AIX Arkitekter har slottsarkitektuppdrag vid Drottningholms slott och Vadstena slott, ansvarar för fasadrestaureringen på Stockholms slott samt renoveringen av Universitetshuset i Uppsala och Gustav Vasa kyrka. 
AIX står för stadsplanering och bostäder i de nya stadsdelarna Södra Värtan i Värtahamnen och Kabelverket i Älvsjö. AIX har även gestaltat nya Kungliga Musikhögskolan som invigdes i maj 2016. 
Verkställande direktör är sedan 2021 Erik Torvén. På AIX Arkitekter arbetar närmare hundra medarbetare. Kontoret är beläget i Ragnar Östbergs Industricentralen från 1930-talet på Hudiksvallsgatan 8 i Stockholm.

## Uppdrag i urval
- KTH-hallen, 1991-1993 [3]
- Gamla riksarkivet, 1998 -
- Universitetshuset, Uppsala[4], 1999 -
- Stockholms Central[5], 2002 -
- Kungliga Musikhögskolan, Stockholm[6], 2004 - 2016
- Copperhill Mountain Lodge, hotell i Åre (Björnen)[7], 2006 - 2008
- Rosersbergs slott, 2010 - 2017
- Västerledskyrkan, Bromma, Stockholm[8] , 2012-2013
- Lugnets skola, Södra Hammarbyhamnen, Stockholm[9], 2013-2014
- Rudboda skola i Rudboda, Lidingö kommun, 2014.
- Värtahamnen[10] [11], 2014 -
- Stockholms slott[12], 2015 -
- Kvarteret Kabelverket, Solberga, södra Stockholm[13], 2015 -
- Kata gård, Varnhem, 2017